# Замок Гленкастл
Замок Гленкастл (англ. Glencastle, ірл. Gleann Chaisil, Dun Donnell) — замок Глен Хайшіл, замок Дун Донелл, Фортеця Доннелла — замок, що колись стояв в Ірландії, в графстві Мейо, біля нинішнього селища Гленкастл. Не зберігся.
Замок Дун Доннелл колись охороняв дорогу в долину, що була відома як ворота на півострів Муллет. Згідно історичних переказів ця фортеця належала ірландському клану Гаманрайге і збудував цю фортецю король Айліль Фінн. Від колись могутнього замку лишились три великих кургани. Ці кургани досі так і не досліджені археологами.
Цими землями колись володів ірландський клан О'Кайхнайд до англо-норманського завоювання Ірландії в 1172 році. І основною твердинею цього клану був замок Гленкастл. Але і після англо-норманського завоювання ці землі лишалися незалежними від Англії. Замок Гленкастл захопив в 1303 році ірландський клан О'Коннор. Потім цей замок захопив феодал Барретт. У 1504 році замком все ще володіли нащадки Барретта. Англійці тоді називали цей замок Ерріс. Ще в той час цей замок називали Аррус Дун Домнайлл. Наступні 200 років Барретти володіли цими землями — мали як церковну так і цивільну владу.
Біля залишків замку було ще кілька археологічних пам'яток, які не збереглися. Інженер Патрік Найт повідомляв, що під час будівництва дороги було зруйновано дольмени часів неоліту. Ці місця в 1911 році описав Томас Джонсон Вестроп як місце прекрасне і цікаве з точки зору археології. З того часу багато чого змінилось внаслідок видобутку будівельних матеріалів і місцевість важко впізнати.